# Бурдиссо, Николас
Никола́с Андре́с Бурди́ссо (исп. Nicolás Andrés Burdisso; род. 12 апреля 1981, Альтос-де-Чипион, Кордова) — аргентинский футболист, выступавший на позиции защитника. Известен по выступлениям за итальянские клубы «Интер», «Рома» и «Дженоа», и за сборную Аргентины. Его младший брат Гильермо является защитником «Индепендьенте».

## Карьера

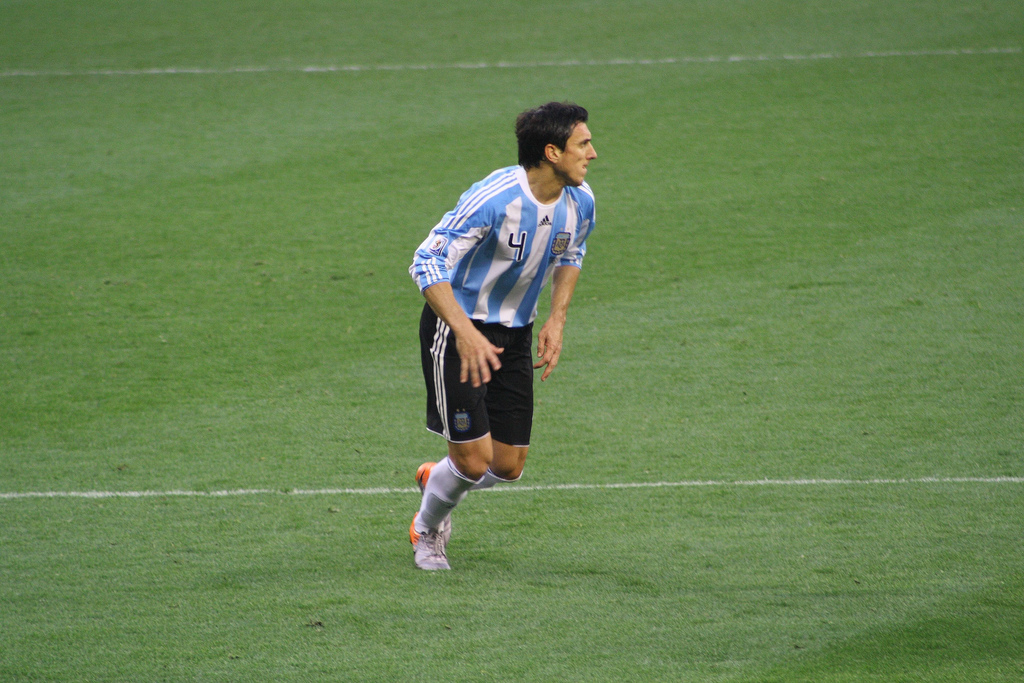
Бурдиссо в составе сборной Аргентины

Николас Бурдиссо начал профессиональную карьеру в «Боке Хуниорс» в 1999 году. За пять сезонов Николас выиграл 7 трофеев, включая 3 Кубка Либертадорес и 2 Межконтинентальных кубка. После чего, в 2004 году за 3,5 миллиона евро перешёл в итальянский «Интернационале», заключив контракт на 4 года (до 30 июня 2008).
28 августа 2010 года игрок подписал 4-летний контракт с «Ромой». В ноябре 2011 года Бурдиссо получил разрыв связок левого колена и выбыл из строя на 6 месяцев. Лишь 29 апреля футболист приступил к тренировкам с основой «джалоросси».
В 2014 году перешёл в «Дженоа». В 2017 году перебрался в «Торино».
17 декабря 2018 года назначен спортивным директором «Боки Хуниорс».

## Достижения
Командные
«Бока Хуниорс»
- Чемпион Аргентины: 2000 (Апертура), 2003 (Апертура)
- Обладатель Кубка Либертадорес (3): 2000, 2001, 2003
- Обладатель Межконтинентального кубка (2): 2000, 2003

«Интернационале»
- Чемпион Италии (4): 2005/06, 2006/07, 2007/08, 2008/09
- Обладатель Кубка Италии (2): 2005, 2006
- Обладатель Суперкубка Италии (3): 2005, 2006, 2008

Сборная Аргентины
- Чемпион мира среди молодёжи: 2001
- Олимпийский Чемпион: 2004
- Финалист Кубка Америки: 2007

Личные
- Лучший бомбардир Кубка Италии: 2006 (4 гола)